# The Man of Mystery
The Man of Mystery è un film muto del 1917 diretto da Frederick A. Thomson.

## Trama
Clara Angelo non ama più suo marito, il ricco e potente banchiere romano Davide Angelo, un uomo ormai vecchio,  curvo per l'età. Sua madre, madame Brunschaut, la coinvolge - benché Clara ne sia ignara - in una cospirazione internazionale contro l'Italia. Davide, a Napoli per affari, assiste all'eruzione del Vesuvio ma, avvicinatosi troppo, viene ricoperto dalle ceneri bollenti. Viene salvato da un grande medico che lo cura e lo fa tornare un uomo forte e valido, ringiovanito e assolutamente irriconoscibile. Davide torna a Roma, deciso a lasciar credere alla sua morte. I suoi brillanti suggerimenti in materia finanziaria colpiscono il tesoriere nazionale, che non conosce la sua vera identità e l'uomo si introduce in casa sua sotto mentite spoglie per spiare i cospiratori che vogliono rovinare anche sua moglie, scoprendo che Stroggi, il socio al quale aveva affidato tutta la sua fortuna con la clausola di consegnarla alla moglie se a lui fosse successo qualcosa, si è impossessato del suo patrimonio. Davide smaschera i componenti del complotto e conquista anche l'amore di Clara che, felice, scopre che l'uomo di cui si è innamorata, è il marito redivivo.

## Produzione
Il film fu prodotto dalla Vitagraph Company of America (come A Blue Ribbon Feature).

## Distribuzione
Distribuito dalla Greater Vitagraph (V-L-S-E), il film uscì nelle sale cinematografiche statunitensi l'8 gennaio 1917.